# Иван Иванов (актьор)
Вижте пояснителната страница за други личности с името Иван Иванов.
Иван Георгиев Иванов е български актьор.

## Биография
Роден е на 16 декември 1951 г. в Асеновград. Завършва актьорско майсторство за драматичен театър във ВИТИЗ в класа на проф. Димитрина Гюрова през 1979 г.
Иван Иванов играе и на сцените на Народния театър за младежта (1979 – 1981) и Военния театър (1981 – 1983), както и във филмовото студио СИФ (1983).
Член е на СБФД от 1985 г.
„Всичко е любов“ е филмът, който превръща Иван Иванов в секс символ на българското кино. Освен Радо от „Всичко е любов“, той играе и Асен в „Лавина“ (1982), Вас/Христо в „Комбина“ (1982) и Траян в „Мярка за неотклонение“ (1983).
Снима се във филми на режисьори като Борислав Шаралиев („Борис I“, 1985), Зако Хеския („Нощем с белите коне“, 1985), Иван Андонов („Мечтатели“, 1987) и др.
След телевизионния сериал „Гори, гори огънче“ (1994) актьорът издава първата си книга с разкази и стихове – „Този живот, онзи живот“. После идват още две – „Отговори“ и „Седем часа разлика“.
От първия си брак, Иван Иванов има син – Георги (р. 1974 г.), който е столичен юрист и съдия. От втория си брак с актрисата Петя Силянова, Иванов има втория си син – Стефан (р. 1984 г.), по-известен с рап псевдонима Wosh MC.
Иван Иванов умира от масивен инфаркт на 31 януари 2024 г.

## Театрални роли
- „Ромео и Жулиета“ (Уилям Шекспир) – Ромео
- „Животът е сън“ (Педро Калдерон де ла Барка) – шутът

ТВ театър
- „Лукреция Борджия“ (1981) (Пламен Павлов)
- „Истината! Само истината!“ (1980) (Даниел Ал)

## Кариера на озвучаващ актьор
От 80-те години на XX век до началото на XXI век Иванов се занимава с озвучаване на филми и сериали.
Участва във филми, издавани в България на VHS касети от Брайт Айдиас, Мулти Видео Център и Тандем Видео. Едни от тях са „Взвод“, в който дублира Уилям Дефо, Форест Уитакър и Кийт Дейвид, както и „Мръсният Хари“ и „Бледият ездач“, в които озвучава ролите на Клинт Истууд.
За БНТ озвучава в „Октопод“ (Виторио Медзоджорно), минисериала „Масада“ и „Завръщане в Брайдсхед“ (Джеръми Айрънс) във филмите „Клетниците“ с Жан-Пол Белмондо, „Джеронимо“, „Любов в облаците“ с Киану Рийвс, „Големият бой“ с Уди Харелсън и Антонио Бандерас, ролята на Ричард Дийн Андерсън в сериала „Макгайвър“ и други, а за bTV е озвучил ролята на Тим Дейли в сериала „Беглецът“.

## Награди и отличия
- Орден „Кирил и Методий“.
- Награда за дебют на СБФД за филма „Всичко е любов“ на XVI ФБИФ (Варна, 1979).
- Специалната награда за филма „Всичко е любов“ на XVI ФБИФ (Варна, 1980).
- Наградата на критиката за филма „Всичко е любов“ на XVI ФБИФ (Варна, 1980).
- I награда за филма „Мечтатели“ (Варна, 1986).
- Наградата за мъжка роля (Димитър Благоев) от филма „Мечтатели“ на празниците на българския игрален филм (Карлово, 1987).
- Наградата на София за филма „Мечтатели“ (1987).
- Наградата за мъжка роля (Димитър Благоев) от филма „Мечтатели“ на СБФД (1988).
- Награда за цялостно творчество на киностудия „Бояна-филм“ (2001).

## Филмография
| Година      | Филми и сериали                                                          | Серии         | Копродукции                                                                     | Роля                                                       |
| ----------- | ------------------------------------------------------------------------ | ------------- | ------------------------------------------------------------------------------- | ---------------------------------------------------------- |
| 2006        | Врабците през октомври (тв сериал)                                       | 8 (тв версия) |                                                                                 | кметът                                                     |
| 2006        | Неочакван обрат (тв сериал)                                              | 13            |                                                                                 | униформен полицай                                          |
| 2005        | Космическа обсада (Alien Siege)                                          |               | САЩ                                                                             | д-р Бейкър                                                 |
| 2005        | Другият наш възможен живот                                               |               |                                                                                 | Лъчезар Денев, емигрантът от Америка                       |
| 2003        | Чуй звездите                                                             |               |                                                                                 | дядото                                                     |
| 2002        | Асистентът                                                               |               | България/Италия                                                                 | бос на мутрите                                             |
| 2001        | Наблюдателя                                                              |               |                                                                                 | полковник Азманов                                          |
| 2001        | Пратеник на кралицата (Queen's Messenger)                                |               | Великобритания/България/Канада                                                  | Клаус, оператор на CNN                                     |
| 1999        | Стъклени топчета                                                         |               |                                                                                 | Пацо                                                       |
| 1998        | Извън контрол (Derailed)                                                 |               | САЩ/Аруба                                                                       | кондуктор                                                  |
| 1998        | Кървав спорт 4 (Bloodsport: The Dark Kumite)                             |               | САЩ                                                                             | Цезар                                                      |
| 1994        | Гори, гори огънче (тв сериал)                                            | 4             |                                                                                 | доктора                                                    |
| 1993 – 1995 | Полицаи и престъпници (тв сериал)                                        | 3             |                                                                                 | Алекс Стефанов, босът на мафията (в „Трафик“)              |
| 1990        | Живот на колела (тв сериал)                                              | 5             |                                                                                 | бригадирът Бръмбаров                                       |
| 1990        | На лов за Червения октомври (The Hunt for Red October)                   |               | САЩ                                                                             | съветски матрос                                            |
| 1989        | 8% любов                                                                 |               |                                                                                 | Хари                                                       |
| 1989        | Тест '88                                                                 |               |                                                                                 | следователят                                               |
| 1988 – 1996 | Новите приключения на Арсен Люпен (Le retour d'Arsène Lupin) (тв сериал) | 20            | Франция/Канада/Италия/Швейцария/Белгия/Полша/България/Куба/Португалия/Югославия | (в XVIII серия: „Herlock Sholmes s'en mêle“ - 1995)        |
| 1987        | Мечтатели                                                                |               |                                                                                 | Димитър Благоев                                            |
| 1986        | Небе за всички                                                           |               |                                                                                 | Антон Генов, командир на самолет                           |
| 1985        | По следите на капитан Грант („В поисках капитана Гранта“) (тв сериал)    | 7             | СССР/България                                                                   |                                                            |
| 1985        | Последният езичник                                                       |               |                                                                                 | Симеон                                                     |
| 1985        | Горски хора                                                              |               |                                                                                 | горския пазач Славе Николов Славов                         |
| 1985        | Борис I                                                                  | 2             |                                                                                 | Симеон                                                     |
| 1984        | Нощем с белите коне (тв сериал)                                          | 6             |                                                                                 | Сашо, студент по биология, син на Ангелина                 |
| 1984        | Романтична история                                                       |               |                                                                                 | Иван Кондора                                               |
| 1984        | За госпожицата и нейната мъжка компания                                  |               |                                                                                 | Цико                                                       |
| 1984        | Стената                                                                  |               |                                                                                 | инж. Марин Маринов                                         |
| 1983        | Мярка за неотклонение                                                    |               |                                                                                 | Траян                                                      |
| 1983        | Равновесие                                                               |               |                                                                                 | Иван Иванов                                                |
| 1983        | Римска делва                                                             |               |                                                                                 | козарят                                                    |
| 1983        | Жълто                                                                    |               |                                                                                 |                                                            |
| 1982        | Комбина                                                                  |               |                                                                                 | Вас/Христо                                                 |
| 1982        | Лавина                                                                   |               |                                                                                 | Асен                                                       |
| 1981        | Ударът                                                                   |               |                                                                                 | капитан Илиев, човек от щаба на НОВА                       |
| 1981        | Не трябва, Старик, не трябва                                             |               |                                                                                 | лейтенант Никола Димитров, втори офицер от екипажа на Асен |
| 1980        | Юмруци в пръстта                                                         |               |                                                                                 | поручик Янкулов                                            |
| 1979        | Всичко е любов                                                           |               |                                                                                 | Радослав (Радо)                                            |
| 1979        | Нощните бдения на поп Вечерко (тв)                                       |               |                                                                                 | Мишо                                                       |
| 1978        | Големият товар                                                           | 2             |                                                                                 |                                                            |
| 1977        | Срещу вятъра                                                             |               |                                                                                 | старши матрос Виденов                                      |
| 1977        | Защо плачат момичетата                                                   | 3 новели      |                                                                                 | младежът с компромата                                      |
| 1975        | Сладко и горчиво                                                         |               |                                                                                 | съученик на Асен                                           |
| 1972        | Еоломея (Eolomea)                                                        |               | ГДР/България/СССР                                                               | регистратор                                                |

- „Иван Иванов: Добре дошъл у дома“ (2009) – документален